# Station Kufstein
Kufstein is een grensstation in de Oostenrijkse deelstaat Tirol dat in 1876 werd geopend aan de spoorlijn Rosenheim – Innsbruck.

## Geschiedenis
In 1858 werd de spoorlijn langs de Inn tussen Rosenheim en Innsbruck geopend en in 1876 werd ongeveer 1,5 km ten zuiden van de grens tussen Beieren en Tirol een station geopend op de linkeroever van de Inn ter hoogte van de binnenstad van Kufstein en de vesting Kufstein op de rechteroever. 
In 1895 lag er een plan voor een buurtspoorweg naar Reit im Winkl, hetgeen werd afgewezen. In plaats daarvan kwam een plan voor een smalspoorlijn naar St. Johann in Tirol via Kössen om een verbinding met de Salzburg-Tiroler-Bahn te realiseren. Uiteindelijk kwam dit er niet van, zoals bij veel buurtspoorwegprojecten in Oostenrijk, als gevolg van geldgebrek na de Eerste Wereldoorlog.    
In 1980 moest het vakwerk stationsgebouw wijken voor een nieuw stationsgebouw in het kader van de vernieuwing van het station. Hierbij werd begin jaren 80 van de 20e eeuw het emplacement geheel opnieuw gebouwd en de loopbrug naar het stadsdeel Zell, ten westen van het station, werd vervangen door een nieuwe een paar honderd meter zuidelijker. 
Rond het jaar 2000 werd aan de westkant een parkeer en reisterrein aangelegd en kwamen er liften bij de perrons om het station ook geheel rolstoeltoegankelijk te maken. 
In maart 2017 begon de herinrichting van het stationsplein (Südtiroler Platz) waar onder meer een nieuw busstation werd gebouwd. Deze werkzaamheden, met een prijskaartje van 2,8 mln. Euro, werden in januari 2018 voltooid.

## Ligging en inrichting
De ligging aan de grens betekent tevens dat het de grens tussen de Neder-Inndallijn van de ÖBB en de spoorlijn Rosenheim - Kufstein van de DB is. In een ruimer perspectief ligt het aan de Brennerverbinding tussen Duitsland en Italië die op zijn beurt onderdeel is van de Scandinavisch Mediterrane Corridor (TEN V). Hoewel het station zelf geen knooppunt is kun je het indirect wel als zodanig beschouwen omdat binnenlandse treinen ten noorden van Kufstein tot Rosenheim langs de Inn rijden en daar via de Rosenheimer Kurve naar Salzburg afbuigen zonder te stoppen in Duitsland. Naast deze corridortreinen doen ook andere langeafstandstreinen en stoptreinen van ÖBB, DB en de Bayerische Oberlandbahn (BOB) het station aan.
De acht perronsporen van het station zijn verdeeld over drie doorgaande sporen en vijf kopsporen.  Daarnaast liggen aan de westkant van het emplacement opstelsporen waarvan er 8 zowel aan de noord als de zuidkant aansluiten op de hoofdlijn. De drie noordelijke kopsporen hebben de nummers 11, 12 en 13, en worden gebruikt voor de stoptreinen naar Duitsland die door de BOB gereden worden. De zuidelijke kopsporen hebben de nummers 21 en 22 gekregen en worden, net als spoor 1 gebruikt door de stoptreinen in Oostenrijk. Het eilandperron tussen spoor 2 en 3 was met 740 meter een van de langste van Oostenrijk totdat het in 2012 werd ingekort tot 450 meter. Op het eilandperron na zijn alle perrons gelijkvloers bereikbaar vanuit het stationsgebouw.
Enkele van de opstelsporen zijn eigendom van Lokomotion Rail die regelmatig locomotieven en treinen 's nachts op het station parkeert.

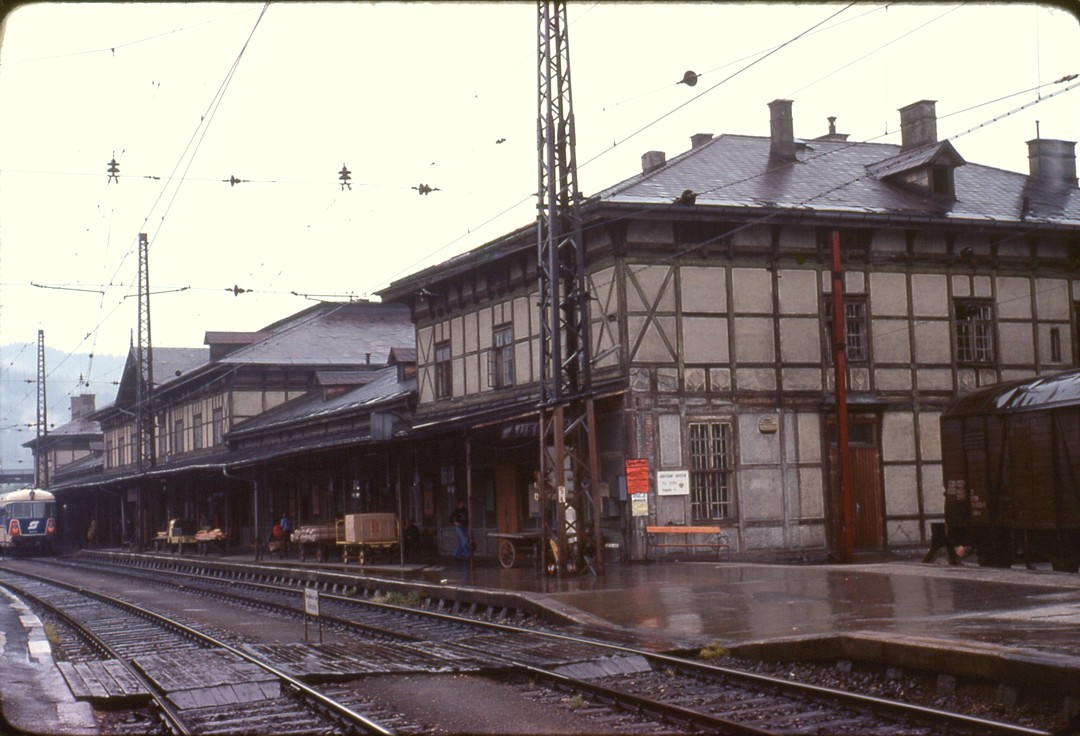
Het oude stationsgebouw in 1978
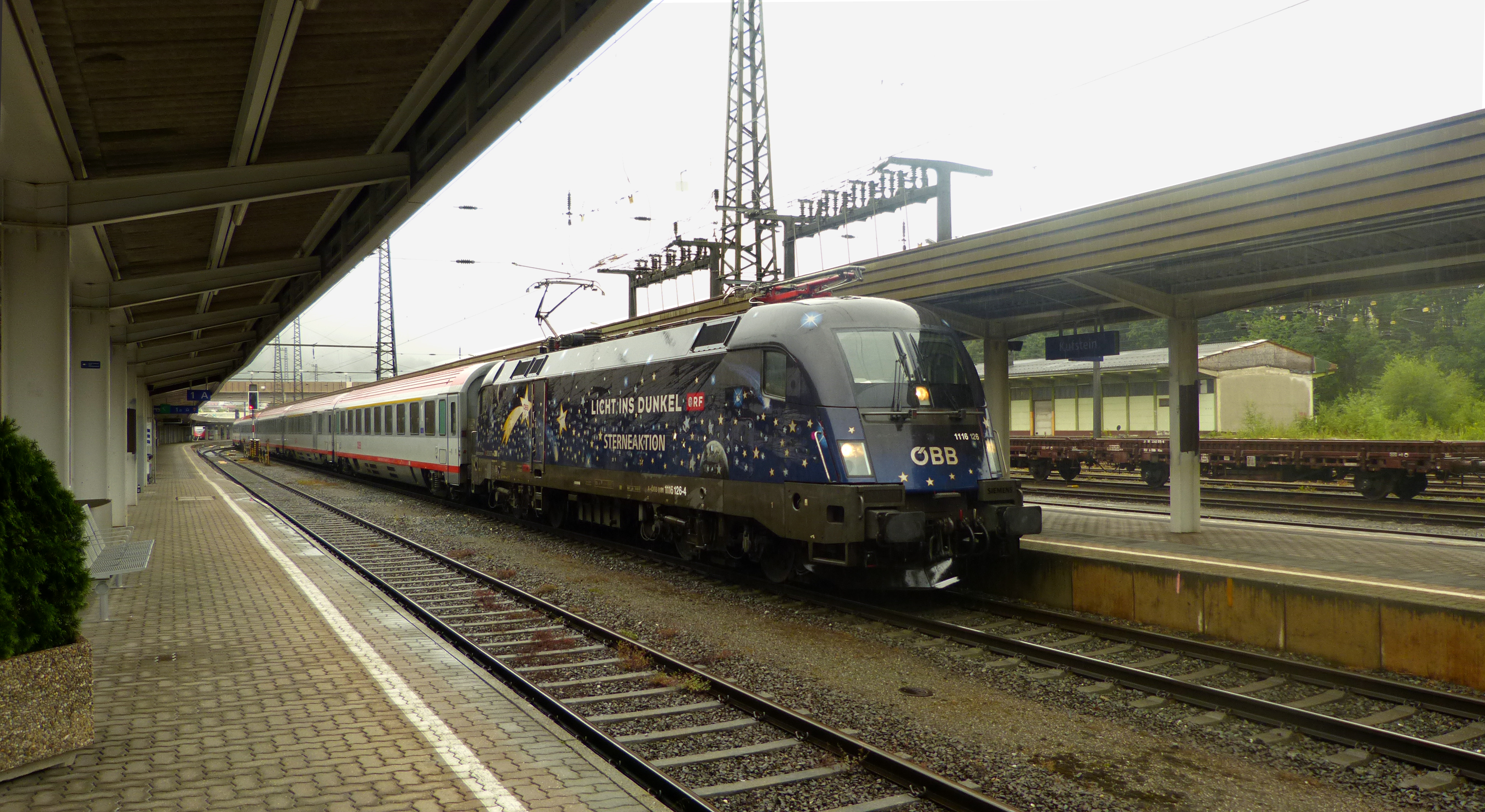
Reclameloc 1116 126 met IC naar Wenen in Kufstein
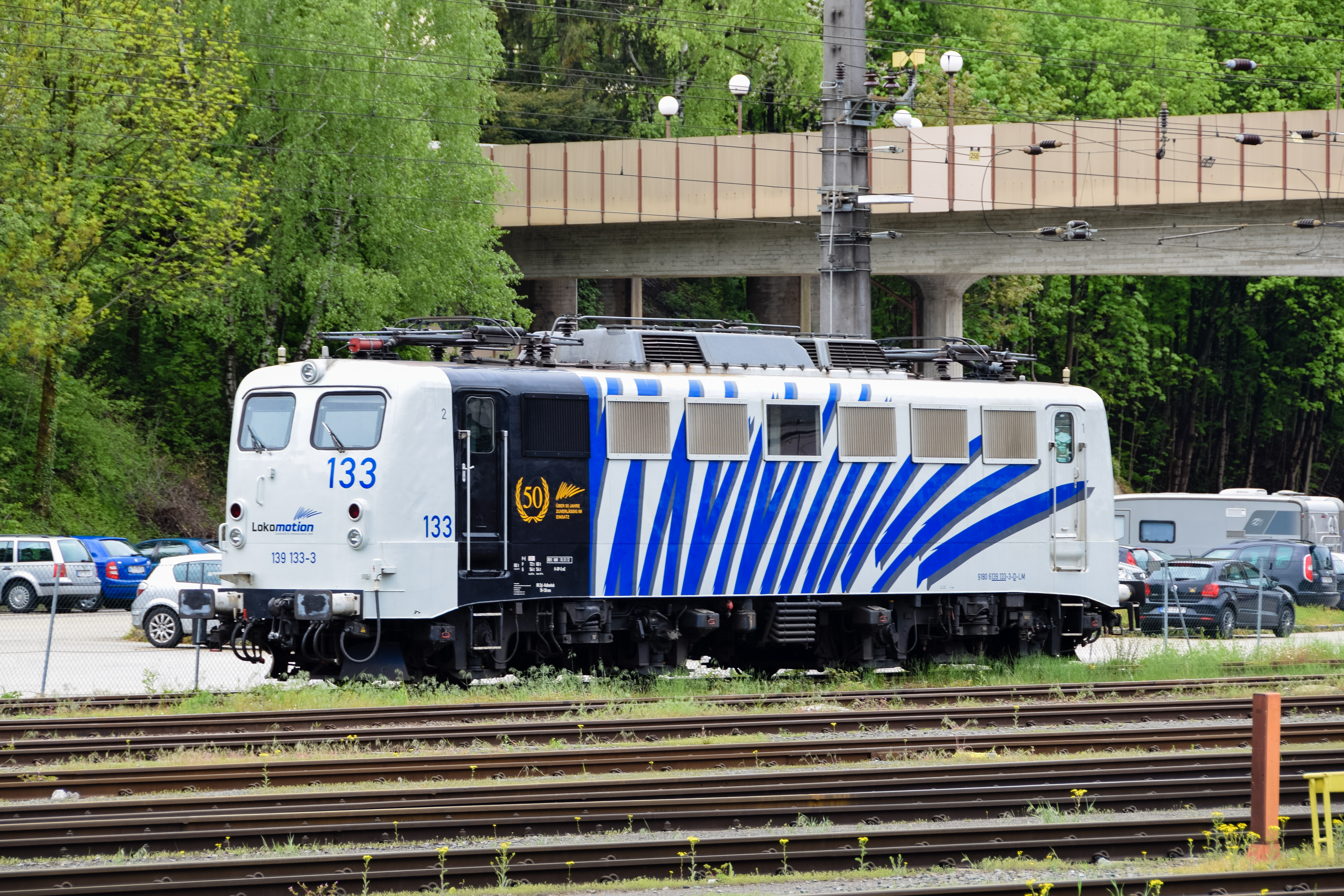
Lokomotion loc reeks 139 in Kufstein

## Verkeer
Station Kufstein is een van de belangrijkste stations in het Tiroler Unterland en is onderdeel van het net van hoogwaardige treinverbindingen. Naast het toerisme is het station vooral van belang voor het forensen verkeer naar de deelstaat hoofdsteden Innsbruck en München. Ook zijn zijn er vele buslijnen naar omliggende gemeenten en taxi's voor het stationsgebouw. Voor overstappers tussen trein en auto is er een parkeer en reisterrein beschikbaar.

### Reizigerstreinen
Voor de Tweede Wereldoorlog was Kufstein een station voor vele langeafstandstreinen uit heel Europa. In 1939 waren er al treinverbindingen met Boedapest, Zürich, Wenen, München, Berlijn, Hamburg, Parijs, Rome, Napels, Milaan, Verona, Bologna en Rotterdam.
In het langeafstandsverkeer zijn er reizigersdiensten tussen Boedapest resp. Bratislava via Wenen en Zürich resp. Bregenz tussen oost en west, tussen noord en zuid zijn er rezigersdiensten over de Brenner tussen München en Noord-Italië, waarvan de meeste stoppen in Kufstein.  Daarnaast stopt de nachttrein tussen Innsbruck en Amsterdam resp. Hamburg te Kufstein. In het seizoen doet ook de Urlaubs-Express het station aan.
In het regionaalverkeer is Kufstein een belangrijk station als noordelijk eindpunt van de S4 en verschillende regionale treinen in Tirol, terwijl het ook het zuidelijke eindpunt van de regionale treinen in Beieren is, die tot Rosenheim en München rijden. In het weekeinde is het ook het begin resp. eindpunt van de Tirolse nacht S-bahn.
Tevens stoppen treinen van particuliere spoorwegmaatschappijen en gelegenheidstreinen bij het station.

### Goederentreinen
Door de ligging aan de verbinding over de Brenner is er ook sprake van intensief goederenverkeer. Het station wordt hierin vooral gebruikt om voorspan locomotieven aan en af te koppelen voor de rit over de Brenner. De goederenoverslag staat er nog wel maar is niet meer in gebruik. Sinds 2020 is hier een werkplaats voor locomotieven van Lokomotion gevestigd, die hier zowel eigen locomotieven als die van andere spoorwegmaatschappijen onderhoudt.

### Busverkeer
Vanaf het busstation vetrekken verschillende buslijnen van meerdere vervoerders. Het stadsvervoer wordt uitgevoerd door Verkehrsbetriebe Achhorner KG, het streekvervoer door Ledermair Linienverkehr & Reisemanagement GmbH. Daarnaast onderhoudt Regionalverkehr Oberbayern GmbH buslijn 52: Kufstein – Kiefersfelden – Oberaudorf – Flintsbach – Brannenburg – Raubling – Rosenheim

## Afbeeldingen

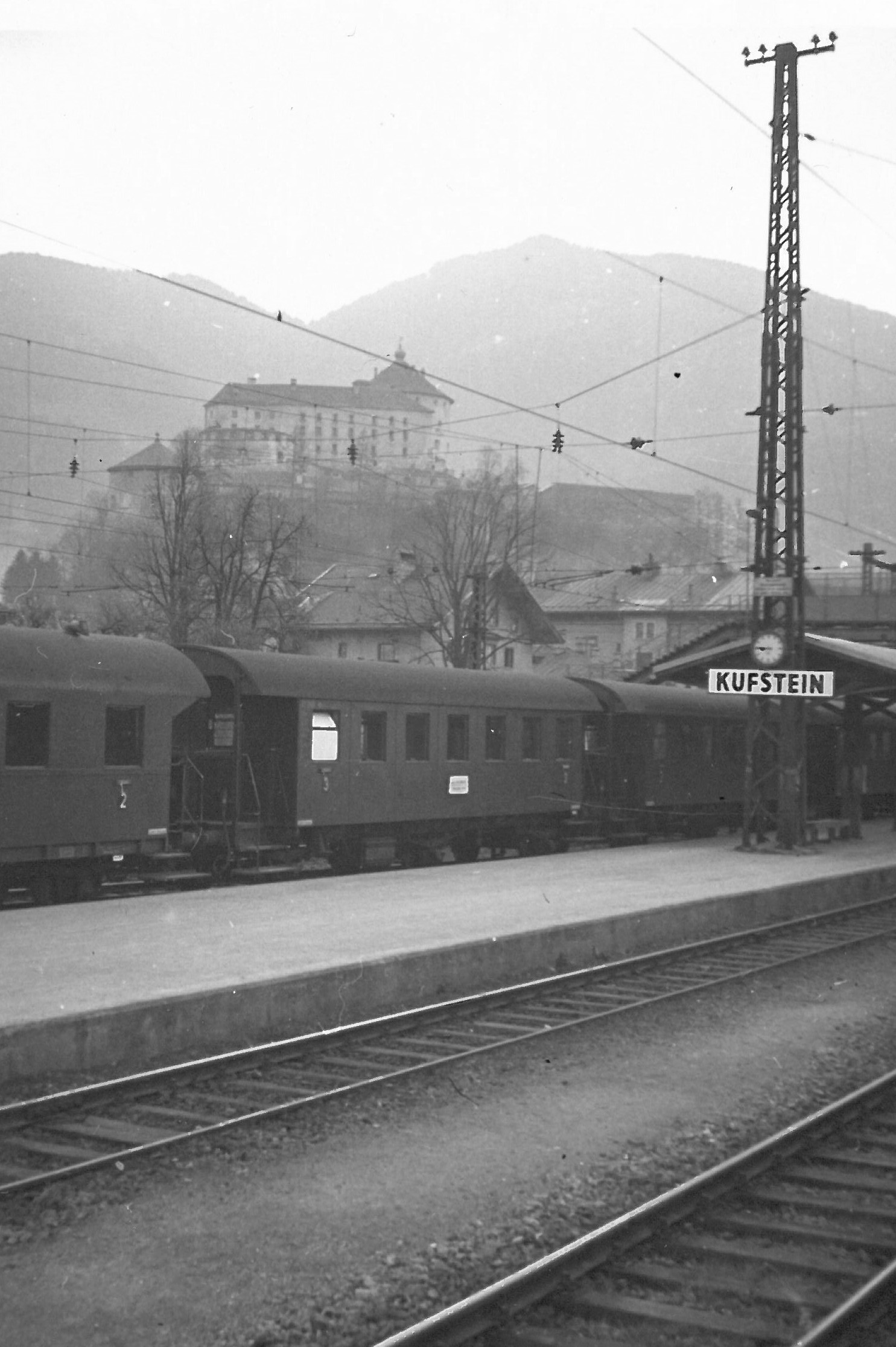
Personentrein met de vesting Kufstein op de achtergrond (1954)
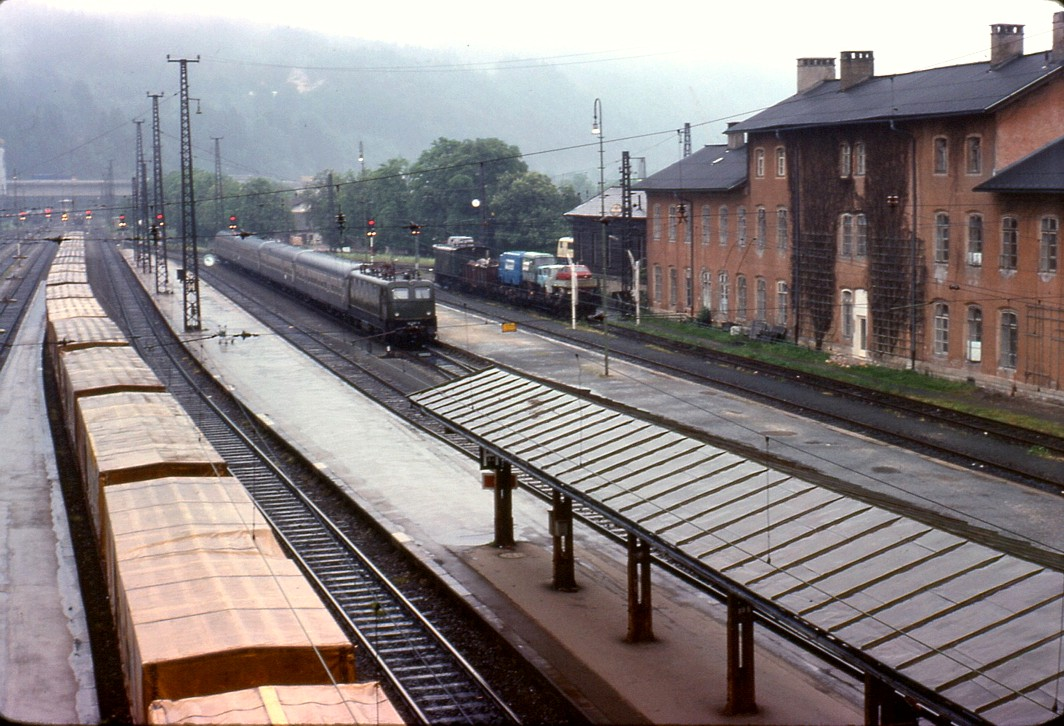
Blik richting Rosenheim (1978)
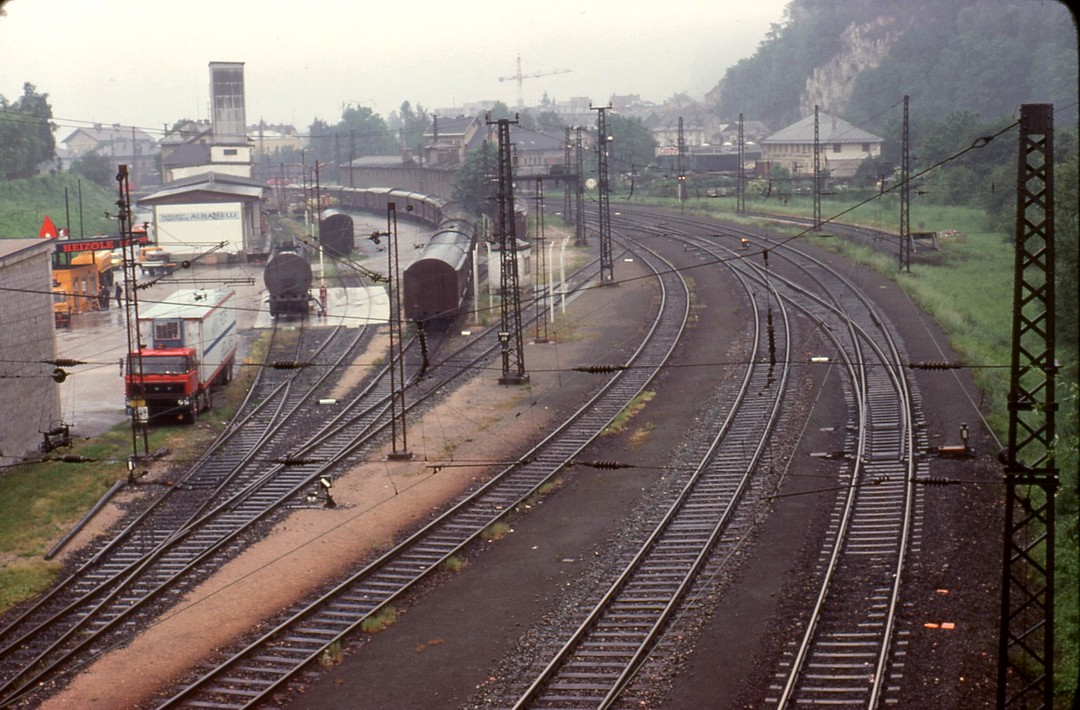
Het emplacement gezien uit het zuiden (1978)
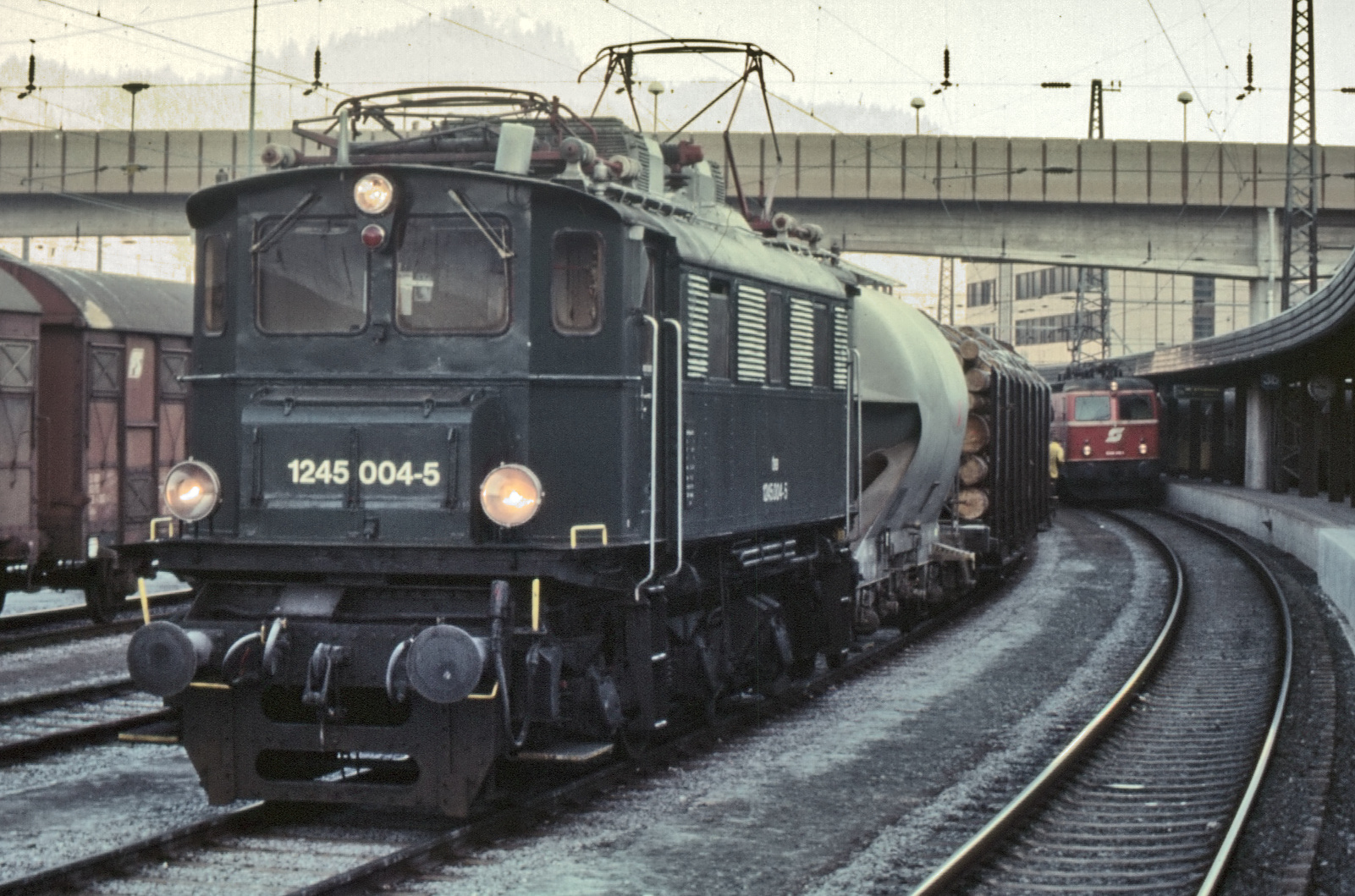
Lok 1245 004 met goederentrein (1990)
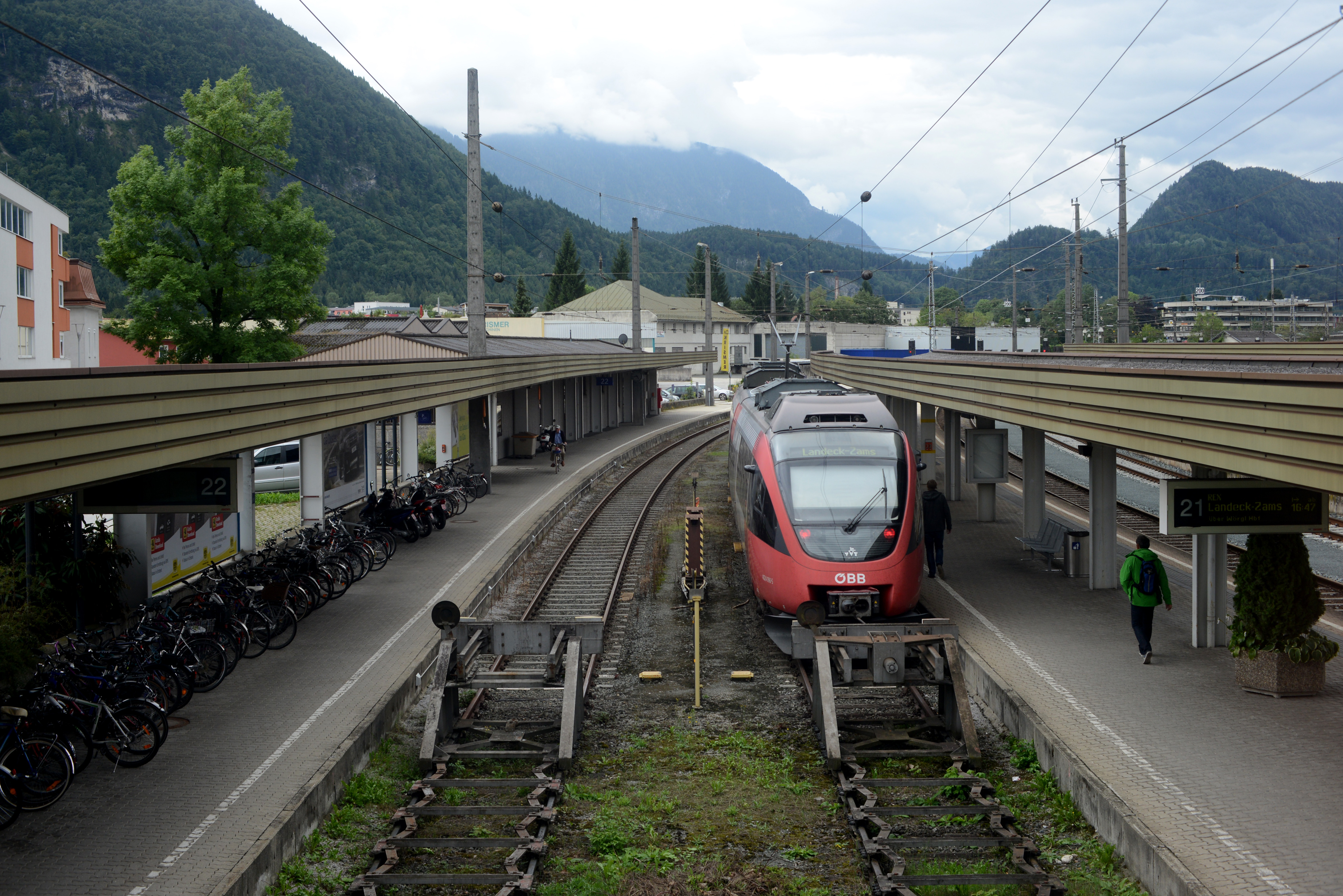
Treinstel 4024 090 op spoor 21 (2014)
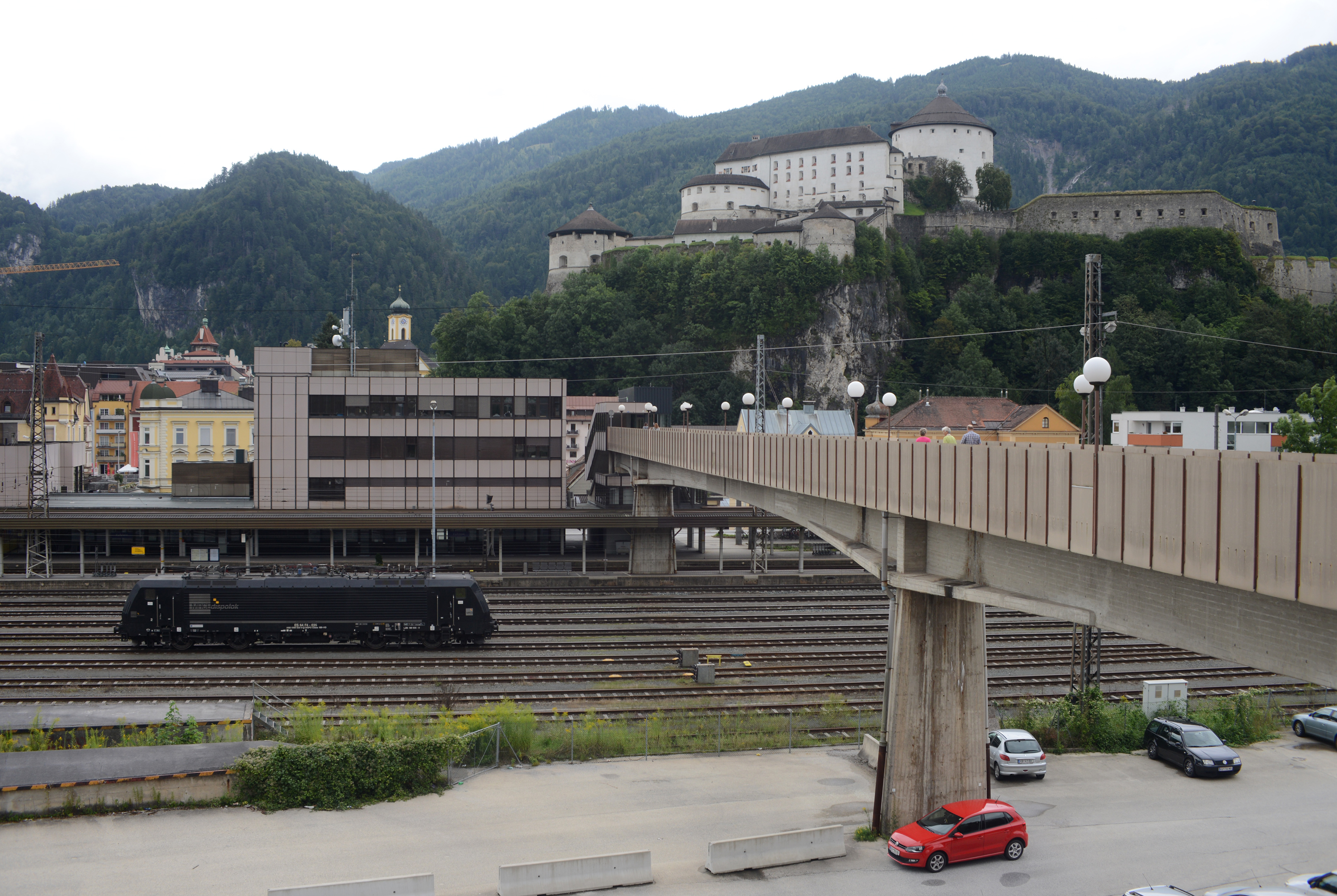
De loopbrug over het emplacement (2014)
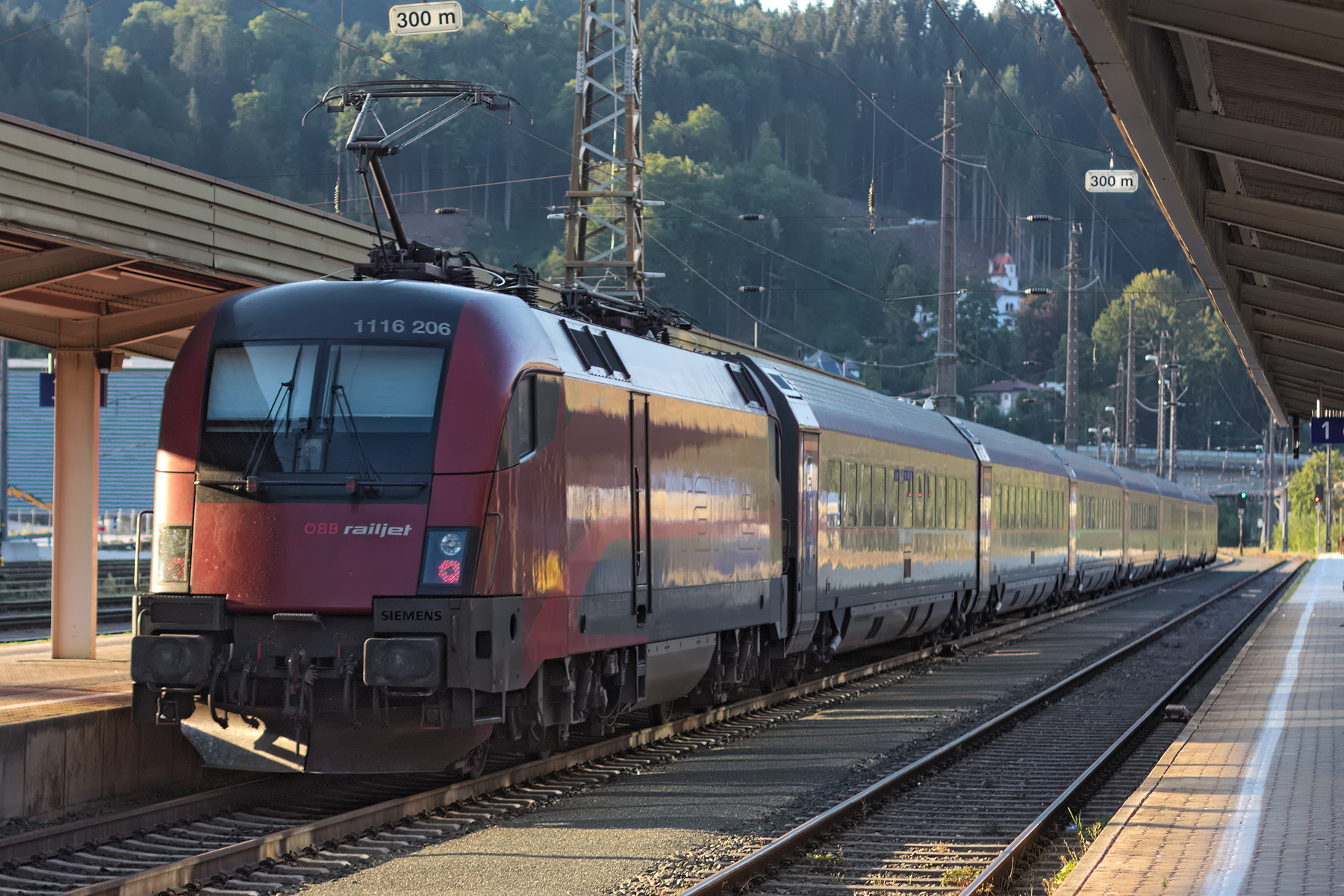
Lok 1116 206 met Railjet op spoor 2 (2018)
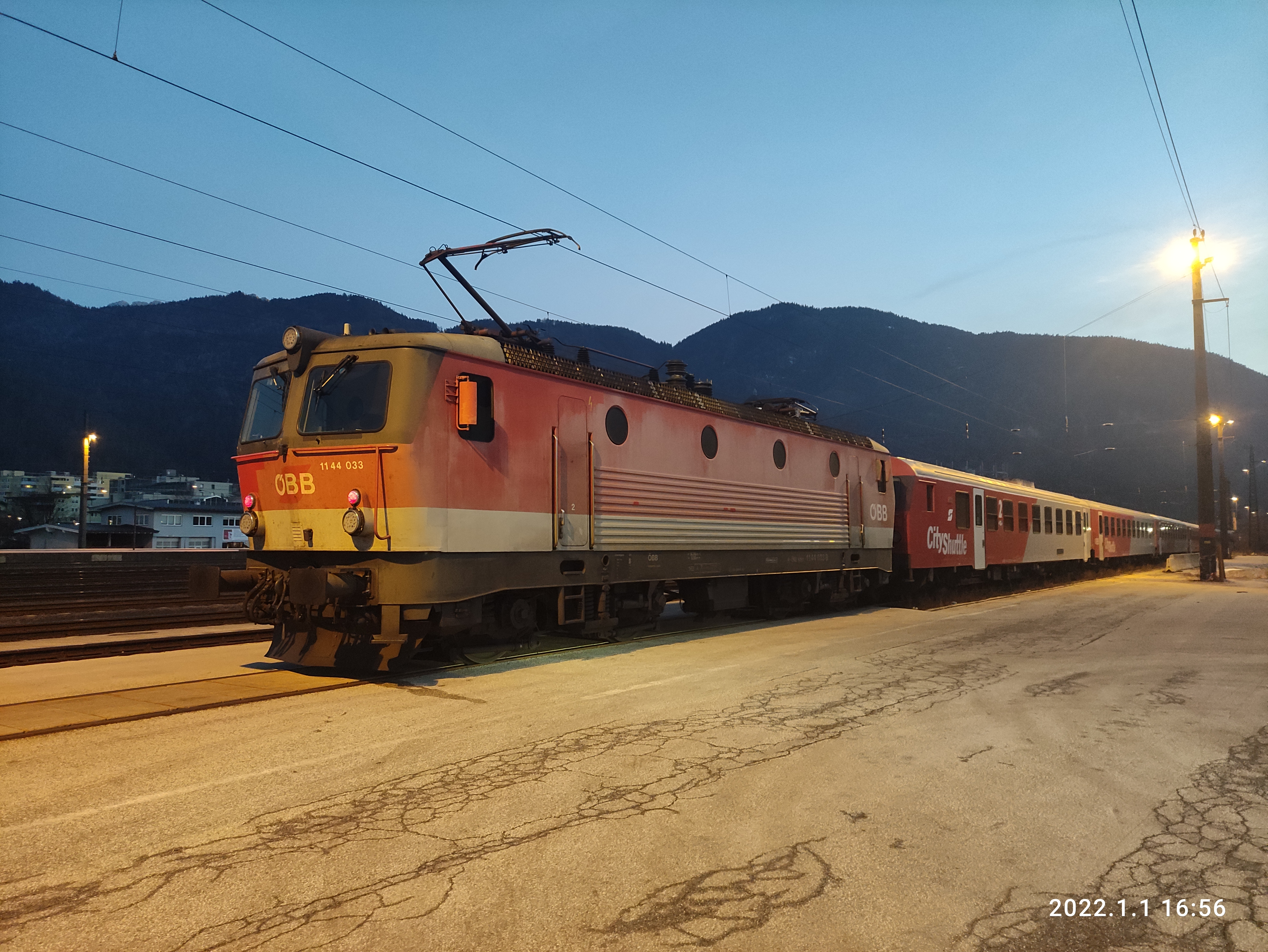
Lok 1144 033 met Cityshuttle-rijtuigen (2022)
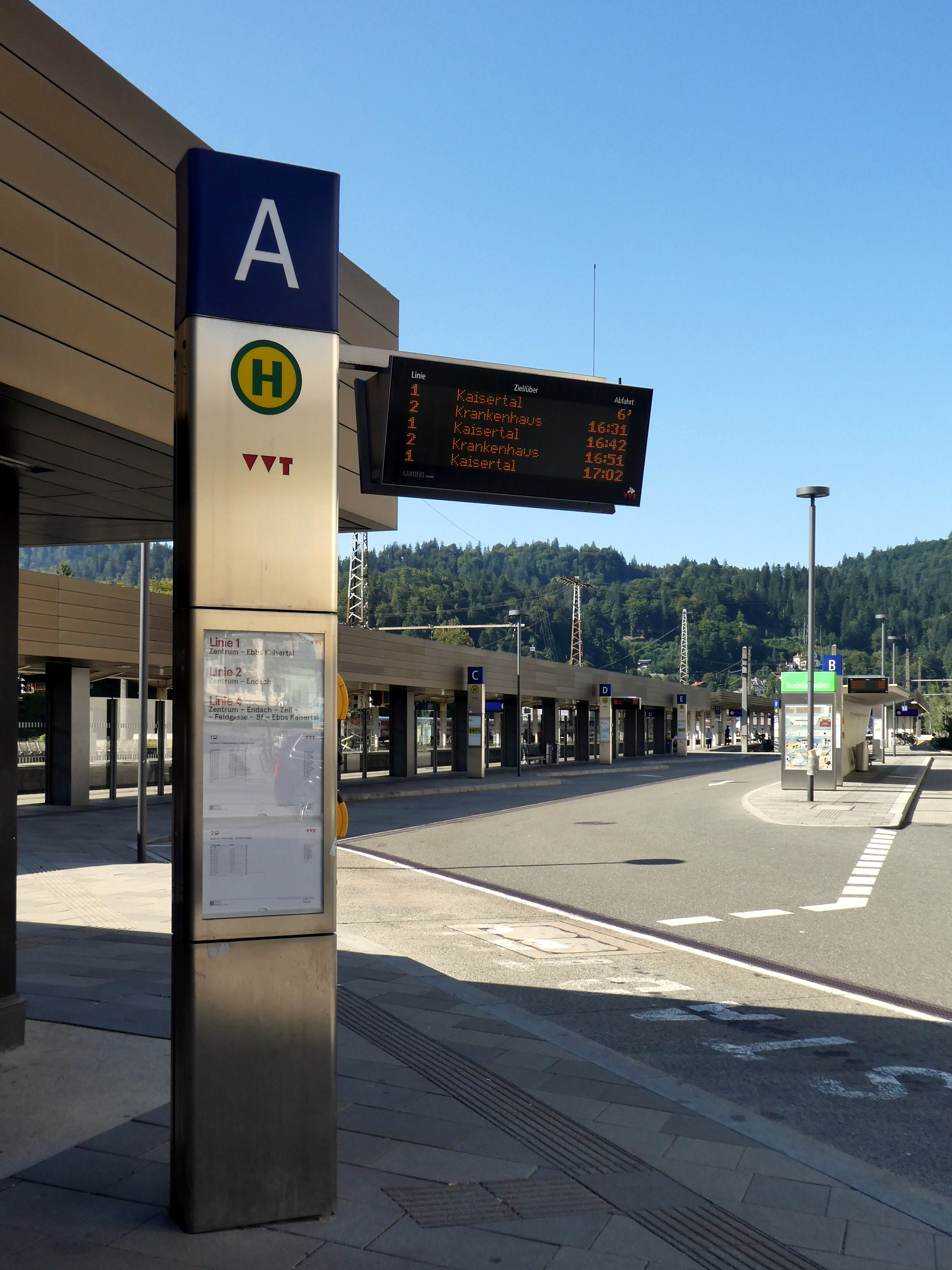
Busstation